# Очеретянська волость
Очеретянська волость — адміністративно-територіальна одиниця Липовецького повіту Київської губернії з центром у селі Очеретня.
Станом на 1886 рік складалася з 2 поселень, 2 сільських громад. Населення — 3048 осіб (1519 чоловічої статі та 1529 — жіночої), 375 дворових господарства.
|                     | Площа, десятин | У тому числі орної, десятин |
| ------------------- | -------------- | --------------------------- |
| Сільських громад    | 2475           | 2014                        |
| Приватної власності | 2256           | 2256                        |
| Казенної власності  | 185            | 168                         |
| Іншої власності     | 87             | 64                          |
| Загалом             | 5003           | 3475                        |

Поселення волості:
- Очеретня — колишнє власницьке село при струмкові Нападовці за 13 верст від повітового міста, 1843 особи, 246 дворів, православна церква, школа, постоялий двір та 2 постоялих будинки.
- Довжок — колишнє власницьке та державне село при річці Рось, 1141 особа, 139 дворів, православна церква, костел, школа.

Наприкінці ХІХ ст. волость було у повному складі приєднано до Зозівської волості.